# Robin Thicke
Robin Charles Thicke (sinh ngày 10/3/1977) là nam ca sĩ, nhạc sĩ, vũ công và diễn viên người Mỹ.
Anh từng hợp tác với nhiều nghệ sĩ khác như Nicki Minaj, 3T, T.I., Christina Aguilera, Jessie J, K. Michelle, Pharrell, DJ Cassidy, Usher, Jennifer Hudson, Flo Rida, Brandy, Kid Cudi và Mary J. Blige. Năm 2013, anh nổi tiếng toàn cầu với bản hit "Blurred Lines", ca khúc đạt hạng nhất trên bảng xếp hạng Billboard Hot 100. Anh hiện là giám khảo của cuộc thi ca nhạc The Masked Singer.

## Đời tư
Năm 1991, Robin Thicke, 14 tuổi, lần đầu gặp gỡ nữ diễn viên Paula Patton, lúc này 16 tuổi, tại câu lạc bộ hip hop tên Balistyx ở Los Angeles, nơi anh mời cô nhảy cùng. Sau một thời gian quen biết, họ kết hôn vào năm 2005 và sinh được một con trai tên Julian Fuego (7/4/2010). Tới tháng 2/2014, cặp đôi chia tay sau 9 năm chung sống. Ngày 9/10/2014, Patton nộp đơn ly dị vì lý do Thicke không chung thủy, bạo lực và sử dụng chất kích thích. Cặp đôi chính thức ly dị vào ngày 20/3/2015.
Năm 2014, Thicke gặp April Love Geary tại một buổi tiệc. Họ sau đó công khai tình cảm vào năm 2015. Ngày 22/2/2018, cả hai sinh được một con gái tên Mia Love. Một năm sau, vào ngày 26/2/2019, cặp đôi có con gái thứ hai tên Lola Alain. Ngày 11/12/2020, họ sinh được một con trai tên Luca Patrick.

## Danh sách album
Phòng thu
- A Beautiful World (2003)
- The Evolution of Robin Thicke (2006)
- Something Else (2008)
- Sex Therapy: The Session (2009)
- Love After War (2011)
- Blurred Lines (2013)
- Paula (2014)
- On Earth, and in Heaven (2021)